# Yacimientos arqueológicos de Humanejos (Parla)
El yacimiento de Humanejos, es un paraje arqueológico situado en el término municipal de Parla, en la comunidad de Madrid. El yacimiento tiene una extensión relativamente elevada, en la que se han realizado excepcionales hallazgos, que van desde el Calcolítico a la Edad Moderna. Los primeros hallazgos que se encontraron fueron restos arqueológicos de sílex que se remontan al Paleolítico, además de restos romanos de varias lápidas y monedas de la época celtíbera.

## Inicio y Descubrimientos
Fue descubierto a finales del XIX por unos caminantes franceses que incluyeron en su libro de viajes un grabado de los restos de la antigua Iglesia gótico-mudéjar de Humanejos de los Santos Justo y Pastor que estaba ubicada en mitad de un cerro, actualmente solo queda una pintura de dicha iglesia dibujada por Jenaro Pérez de Villaamil a mediados del siglo XIX en la cual se puede ver el paisaje a su alrededor. En el siglo XX, más concretamente en la década de los ochenta, la extinta diputación llevó a cabo investigaciones. En 1982 se realizaron unas excavaciones donde se encontraron diversos restos arqueólogos en el denominado yacimiento del cerro de la iglesia de Humanejos, ya que este fue el origen de la investigación, aunque no sería hasta la construcción de la autovía A-42 y el desarrollo del polígono industrial Pau 5 en 2008 cuando el yacimiento realmente emergió. Diez años de trabajos arqueológicos y excavaciones han dado su fruto pues se ha descubierto uno de los mayores hallazgos en décadas y aún falta mucho por excavar. Comenzó con una extensión de 2,5 hectáreas y en 2018 ya supera las 20 hectáreas.

### Material hallado
Los trabajos han dejado al descubierto objetos del 3300 antes de Cristo. Entre los hallazgos se encuentran más de 2.000 estructuras (cabañas) y numerosos ajuares, que incluyen cientos de piezas prehistóricas, enseres y pertenencias como collares, cerámicas, herramientas, hachas y puñales, e incluso restos de animales, además de un centenar de tumbas, donde se han desenterrado hasta ahora 160 cuerpos, por lo que está considerado como el cementerio prehistórico campaniforme más grande de la península ibérica. Entre los restos humanos hallados en las tumbas se ha encontrado un gran descubrimiento con la dama de oro.

### La dama de oro
Se trata de los restos de una mujer que fue descubierta en mitad de una tumba circular de 2,8 metros de diámetro y 1,2 de altura. En dicha tumba solo se encontraba su esqueleto, pues fue enterrada sola. Su cuerpo estaba recubierto con 15 pequeñas chapas de oro y su cuello rodeado de 48 cuentas de marfil, por ello es conocida como la dama de oro. Además conservaba los tres botones de perforación en uve que cerraban sus desaparecidos ropajes.

### Periodo
La necrópolis de Humanejos incluye tres periodos fundamentales:
- Calcolítico precampaniforme (3300 a 2500 antes de Cristo),

Los ajuares pertenecientes al precampaniforme están compuestos por cuentas de collares de variscita (procedentes de Zamora), además de hachas, puñales de cobre y 30 elementos metálicos, así como 110 objetos de cerámica.
- Calcolítico campaniforme (2500 al 2000)

Entre los ajuares campaniformes se encuentran 56 piezas de cerámica, decoradas y lisas, armas de cobre, por encima de 50 cuentas de marfil, puñales, punzones, puntas de lanza, hachas, así como 19 chapas de oro, 15 de ellas encontradas en el cuerpo de la dama de oro.
- Edad de Bronce (del 2000 al 1300 antes de Cristo).[5]

## Futuro museo arqueológico de Parla
Debido a todos estos descubrimientos, el ayuntamiento de Parla está realizando estudios para desarrollar en un futuro un museo arqueológico, para poder disfrutar de todos estos hallazgos, además de poder organizar visitar a los yacimientos, aunque actualmente se encuentra bajo proyecto.